# Ловци на глави (филм)
„Ловци на глави“ (на норвежки: Hodejegerne, на английски: Headhunters) е норвежки екшън/криминален/трилър филм на режисьора Мортен Тилдум и първа адаптация на едноименния роман на норвежкия писател Ю Несбьо.

## Сюжет
Внимание:  Текстът по-долу разкрива сюжета на произведението (или части от него)!
Роджър Браун (Аксел Хени), най-добрият ловец на глави в Норвегия, води двойствен живот изхранвайки се и с кражба на картини. Жена му (Синове Макоди Лунд) случайно го запознава с предприемач (Клас Греве), който притежава безценни експонати. Браун вижда възможност да открадне скъпа картина, но е подценил опонента си...